# Sexfilm
Ein Sexfilm ist ein Filmgenre, bei dem hauptsächlich sexuelle Handlungen dargestellt werden. Im Gegensatz zum Pornofilm wird der Geschlechtsakt nur simuliert und Geschlechtsteile werden nicht in erregtem Zustand gezeigt. Im Vergleich zu Erotikfilmen nimmt die sexuelle Darstellung einen höheren Stellenwert in der Handlung ein. Sexfilme dürfen z. B. in Deutschland im frei zugänglichen Fernsehen ausgestrahlt werden, aber erst nach einem von den Landesmedienanstalten festgesetzten Zeitpunkt (in der Regel 23 Uhr bis 3 Uhr).
Mit der zunehmenden Industrialisierung der Pornoindustrie und der erleichterten Verfügbarkeit von Pornographie durch Wiedergabesysteme wie VHS und DVD verschwand das Genre des Sexfilms im Kino in den 1980ern.

## Sexfilm in Deutschland

### Geschichtliche Entwicklung
Große Bedeutung hat der Sexfilm in den 60er und 70er Jahren des 20. Jahrhunderts in der Bundesrepublik Deutschland als Mittel der Aufweichung der bisherigen Sexualmoral im Kontext der Sexuellen Revolution und prägte in dem Zusammenhang die emanzipatorische deutsche Sexwelle.
In den 1960er Jahren entstanden in der Bundesrepublik mehrere Filme, in denen das Rotlichtmilieu Bedeutung hat. Sie können als Vorläufer der Sexfilme angesehen werden. Als bahnbrechend erwies sich dann jedoch 1967 der mit Beteiligung des Bundesgesundheitsministeriums produzierte und über die Bundeszentrale für gesundheitliche Aufklärung geförderte Film Helga – Vom Werden des menschlichen Lebens.
Besonders in den ersten Jahren beanspruchten viele der dann folgenden Filme, ebenfalls die sexuelle Aufklärung zu unterstützen (Aufklärungsfilm) oder eine auf Tatsachen beruhende Reportage zu bieten (Report-Filme). Die Verwendung des Begriffs Sexfilm bedeutet insofern eine Relativierung dieses Anspruchs. Regisseur Franz Marischka brachte rückschauend die Entstehung des Sexfilms eher mit der zeitgenössischen Krise der deutschen Kinos in Verbindung, wodurch die Freiwillige Selbstkontrolle der Filmwirtschaft zum Einlenken gebracht worden sei: „Sie gestattete mehr und mehr zu zeigen, wonach sich das Publikum seit Menschengedenken sehnte. Es entstand der Sexfilm.“
Zwischen 1968 und 1974 waren durchschnittlich 50 Prozent aller deutschen Filmproduktionen Sexfilme. Ein dominantes Gestaltungsmittel und besonderes Kennzeichen ist der ausdrückliche oder mittelbare Verweis auf die gelebte sexuelle Alltagspraxis in der damaligen Bundesrepublik. Durch ein recht dichtes Netz an alltagsbezogenen Details wird die Illusion des Realismus gestützt und der Anspruch erhoben, selbst Dokument tatsächlicher Sexualität zu sein. Dieser Anspruch wurde von der Kritik immer wieder zurückgewiesen verbunden mit dem Vorwurf an die Filme, ein Zerrbild zu vermitteln, verlogen oder zumindest unfreiwillig komisch zu sein.
Über die Entstehung der Filme und auch über die daran Beteiligten ist relativ wenig bekannt. Trotz zahlreicher Produktionen mit oft hohen Einspielergebnissen zeigte die Filmwissenschaft wenig Interesse an dem Genre. So wird der deutschsprachige Sexfilm in dem Buch Geschichte des deutschen Films (2. Auflage 2004) nicht erwähnt. Stefan Rechmeier bemängelte im Vorwort zu seinem Lexikon des deutschen Erotikfilms (2005) die ungenügenden Informationen zum Thema und kritisierte das Kokettieren mit „schlecht recherchierten Pseudo-Fakten, verkehrtem wie gegenseitigem Abschreiben oder schlichtweg falschen Informationen“.
Die Mitwirkenden gingen in ihren seltenen Stellungnahmen meist auf Distanz zu den Filmen. So bedauerte Regisseur Ernst Hofbauer in einem Interview, in das Sexfilm-Genre gerutscht zu sein, da ihm der „Schulmädchen-Report-Nimbus“ sehr nachhänge. Produzent Erwin C. Dietrich stellte fest, dass er immer wieder auf von ihm bezahlte Sexfilm-Darstellerinnen traf, die später über die gemachten Filme „herzogen“. Lediglich Oswalt Kolle war öffentlich sehr präsent, vertrat dabei jedoch im eigentümlichen Kontrast zu seinen freizügigen Filmen ein kleinbürgerliches Familienideal.
Ebenso wenig ist über das Publikum der Filme bekannt. Abgesehen von einigen widersprüchlichen Beobachtungen und Mutmaßungen gibt es dazu keine empirischen Untersuchungen, statistische Angaben oder historische Abhandlungen.
Ab etwa 1974 verschwanden die erzählerischen Vorwände aus dem deutschen Sexfilm. Mit dem Inkrafttreten des neuen Sexualstrafrechts am 28. Januar 1975, der damit verbundenen teilweisen Legalisierung von Pornografie und dem Aufkommen der Sexkinos verlor der konventionelle Sexfilm schnell an Bedeutung. Immer häufiger wurden die entsprechenden Filme, die jetzt vorwiegend im Bereich des Tourismus angesiedelt waren, bereits ab 16 Jahren freigegeben. 1988 wurden von der SPIO nur noch 2,3 Prozent aller Filmpremieren in der Bundesrepublik dem Genre Sexfilm zugeordnet. Diese Entwicklung war nicht zuletzt dem neuen Medium Video geschuldet, das dem Filmkonsum im privaten Bereich neue Möglichkeiten bot. Als in den 1990er Jahren erstmals das Privatfernsehen Sexfilme der 1970er Jahre darbot, entfachte dies eine erneute Diskussion über die Grenzen sexueller Darstellung in der Öffentlichkeit.

### Darsteller (Auswahl)
- Gina Janssen
- Rinaldo Talamonti
- Elisabeth Volkmann
- Ingrid Steeger
- Sonja Jeannine
- Ulrike Butz
- Ricci Hohlt
- Ursula Buchfellner
- Claus Tinney

### Bekannte deutsche Regisseure (Auswahl)
Bekannte Filmemacher dieser Gattung waren:
- Hans D. Bornhauser
- Alois Brummer
- Ernst Hofbauer
- Wolf C. Hartwig
- Franz Marischka
- Walter Boos
- Wolfgang Bellenbaum
- Ralf Gregan
- Eberhard Schroeder

### Filmproduktionen
Beispiele für bekannte und einflussreiche Sexfilmproduktionen waren die Report-Filme, im Besonderen die Schulmädchen-Report-Reihe, Mädchen beim Frauenarzt und Streifen wie Unterm Dirndl wird gejodelt und Beim Jodeln juckt die Lederhose der Lederhosenfilme.

## Europa
So wie in Westdeutschland erlebte der Sexfilm in Westeuropa seine Blüte während der Sexwelle und der damit verbundenen Sexuellen Revolution.

### Italien
Bekannte Darsteller des Sexfilms in Italien der so genannten italienischen Sexy Comedies waren unter anderem Gloria Guida, Laura Antonelli, Maria Antonietta Beluzzi, Lino Banfi und Christian Borromeo.
Regisseure die die Blütezeit des Sexfilms in Italien bestimmten waren Mariano Laurenti und Luigi Russo.